# Arnau Fernández Guzmán
Arnau Fernández Guzmán (geboren am 21. Mai 2002 in Terrassa) ist ein spanischer Handballspieler, der auf der Spielposition Linksaußen eingesetzt wird.

## Vereinskarriere
Arnau Fernández Guzmán spielte bis 2021 in der B-Mannschaft des FC Barcelona. Ab 2021 war er bei Rebi Balonmano Cuenca aktiv, mit dem er in der Saison 2021/2022 in der Liga Asobal debütierte. 2024 wechselte er zu Club Balonmán Cangas, 2025 zu Club Balonmano Puerto Sagunto. 
Mit dem Team aus Cuenca nahm er an europäischen Vereinswettbewerben teil.

## Auswahlmannschaften
Sein erstes Spiel für Spanien absolvierte er am 15. Dezember 2017 gegen die Auswahl Rumäniens. Fernández spielte als Jugendnationalspieler Spaniens bei der U-19-Europameisterschaft in Kroatien (2021), bei der das Team Platz 3 belegte. Als Juniorennationalspieler Spaniens nahm er an der U-20-Europameisterschaft in Portugal (2022) teil, bei der er mit der Mannschaft Europameister wurde. Er stand bis Oktober 2022 in 37 Spielen im Aufgebot der spanischen Nachwuchsteams und erzielte dabei 121 Tore.